# Talis grisescens
Talis grisescens là một loài bướm đêm trong họ Crambidae.